# Saison 2011-2012 des Girondins de Bordeaux
Maillots
Dernière mise à jour : 20 août 2015.
Chronologie
Saison précédente Saison suivante
Les Girondins de Bordeaux sont engagés cette année dans 3 compétitions : la Ligue 1, la Coupe de la Ligue où ils n'entreront qu'à partir du stade des 16e finale ainsi que la Coupe de France.
Le 6 juin 2011, Francis Gillot est nommé entraineur des Girondins de Bordeaux pour une durée de deux ans. Il arrive avec ses deux adjoints René Lobello et Alain Bénédet.

## Historique de la saison
Le 6 juin 2011, lors d'une conférence de presse au Haillan, le président Jean-Louis Triaud annonce officiellement l'arrivée de Francis Gillot pour un contrat de 2 saisons en tant qu'entraineur des Girondins de Bordeaux. Après la prolongation de contrat de Cédric Carrasso, c'est au tour de Jaroslav Plašil, Cheick Diabaté et Florian Marange de prolonger. Alou Diarra quitte le club et rejoint l'OM tandis que Fernando Menegazzo et Wendel décident de partir respectivement pour le Qatar et l'Arabie saoudite. Côté arrivées, Landry Nguemo et Nicolas Maurice Belay rejoignent la Gironde lors du mercato estival marqué par les faiblesses financières des Girondins.
La première partie de championnat n'est guère réjouissante. Les Girondins connaissent un début de saison poussif (marqué notamment par une élimination précoce en 1/16e de finale de la Coupe de Ligue) malgré une amélioration des résultats à l'approche de la trêve hivernale. Avant la reprise des compétitions, Mariano, brésilien évoluant à Fluminense (Brésil) rejoint les Girondins de Bordeaux pour 3 ans et demi pour 3M d'euros. Le lillois, Ludovic Obraniak à qui il ne restait que 6 mois de contrat est recruté contre 1 million d'euros par les Girondins afin de renforcer le secteur offensif. 
Après une qualification face à l'AS Saint-Étienne en Coupe de France au stade des 1/32e de finale, les Girondins voient leur parcours se terminer en huitièmes de finale où ils sont éliminés par Lyon sur le score de 3-1 après prolongations. Le trophée échappe une fois encore aux Girondins qui n'ont plus remporté la compétition depuis 1987.
Après un beau mois de février durant lequel les Girondins battent successivement Toulouse, Lille et Lyon, les Girondins connaissent un parcours plus mitigé en mars qui les éloignent à nouveau des places européennes. Lors de la 33e journée, les Girondins préservent tout de même leur série d'invincibilité à domicile face à Marseille en s'imposant sur le score de 2-1. Cela fait maintenant 35 ans que Marseille n'a pas gagné à Chaban Delmas.
En 2012, après une série de 6 victoires consécutives en fin de saison, Bordeaux termine à la 5e place du championnat et se qualifie pour les barrages de la Ligue Europa. Les Girondins retrouvent l'Europe, deux ans après leur dernière apparition en 2010.

## Joueurs et encadrement technique

### Transferts
Mis à jour le 26 juillet 2011
| Mercato d’été         |             |                               |                        |                               |
| Nom                   | Nationalité | Type                          | Provenance/Destination | Division                      |
| Arrivées              |             |                               |                        |                               |
| André Biyogho-Poko    | Gabon       | Transfert définitif (Réserve) | US Bitam               | Championnat du Gabon          |
| Bilal Laoudihi        | France      | Transfert définitif (Réserve) | Rodez AF               | National                      |
| Nicolas Maurice-Belay | France      | Transfert définitif (Libre)   | FC Sochaux             | Ligue 1                       |
| Landry N'Guemo        | Cameroun    | Transfert définitif (Libre)   | AS Nancy-Lorraine      | Ligue 1                       |
| Retours de prêt       |             |                               |                        |                               |
| Christopher Glombard  | France      | Retour de prêt                | Stade de Reims         | Ligue 2                       |
| Grégory Sertic        | France      | Retour de prêt                | RC Lens                | Ligue 1                       |
| Henri Saivet          | France      | Retour de prêt                | SCO Angers             | Ligue 2                       |
| David Bellion         | France      | Retour de prêt                | OGC Nice               | Ligue 1                       |
| Abdou Traoré          | France      | Retour de prêt                | OGC Nice               | Ligue 1                       |
| Grzegorz Krychowiak   | Pologne     | Retour de prêt                | Stade de Reims         | Ligue 2                       |
| Paul Lasne            | France      | Retour de prêt                | AC Ajaccio             | Ligue 2                       |
| Départs               |             |                               |                        |                               |
| Matthieu Saunier      | France      | Transfert définitif           | Troyes                 | Ligue 2                       |
| Fernando Menegazzo    | Brésil      | Transfert définitif (6 M€)    | Al Shabab Riyad        | Championnat d'Arabie saoudite |
| Alou Diarra           | France      | Transfert définitif (5 M€)    | Olympique de Marseille | Ligue 1                       |
| Pierre Ducasse        | France      | Transfert définitif           | RC Lens                | Ligue 2                       |
| Michel Sanchez        | France      | Transfert définitif           | Vannes OC              | National                      |
| Paul Lasne            | France      | Transfert définitif           | AC Ajaccio             | Ligue 1                       |
| Wendel                | Brésil      | Transfert définitif (1.5 M€)  | Al Ittihad Djeddah     | Championnat d'Arabie saoudite |
| Prêt                  |             |                               |                        |                               |
| Salif Sané            | France      | Prêt (1an)                    | AS Nancy-Lorraine      | Ligue 1                       |
| Maxime Poundje        | France      | Prêt (1an)                    | Nîmes Olympique        | National                      |
| Floyd Ayité           | Togo        | Prêt (1an)                    | SCO Angers             | Ligue 2                       |
| Retour de prêt        |             |                               |                        |                               |
| André                 | Brésil      | Retour de prêt                | Dynamo Kiev            | Premier-Liga                  |
| Fin de contrat        |             |                               |                        |                               |
| Ulrich Ramé           | France      | Fin de contrat                | CS Sedan Ardennes      | Ligue 2                       |
| Christopher Glombard  | France      | Fin de contrat                | Stade de Reims         | Ligue 2                       |

Au cours de la première partie de saison, deux joueurs quittent le FC Girondins de Bordeaux :
- Grzegorz Krychowiak rejoint le FC Nantes en prêt sans option d'achat jusqu'en fin de saison pour 1 an[9].
- Floyd Ayité est transféré définitivement au Stade de Reims[9].

Mis à jour le 22 novembre 2011
| Mercato d’hiver  |              |                                             |                          |                |
| Nom              | Nationalité  | Type                                        | Provenance/Destination   | Division       |
| Arrivées         |              |                                             |                          |                |
| Mariano          | Brésil       | Transfert définitif (3.25 M€)               | Fluminense Futebol Clube | Brasileirão    |
| Ludovic Obraniak | Pologne      | Transfert définitif (1 M€)                  | LOSC Lille Métropole     | Ligue 1        |
| Prêt             |              |                                             |                          |                |
| Kim Kyung-Jung   | Corée du Sud | Prêt sans option d'achat (6 mois) (Réserve) | FC Olimpi                | II Liiga       |
| Retours de prêt  |              |                                             |                          |                |
| Départs          |              |                                             |                          |                |
| Prêt             |              |                                             |                          |                |
| Anthony Modeste  | France       | Prêt sans option d'achat (6 mois)           | Blackburn Rovers         | Premier League |
| Vujadin Savić    | Serbie       | Prêt (6 mois)                               | SG Dynamo Dresde         | 2. Bundesliga  |
| Fin de contrat   |              |                                             |                          |                |

## Résultats de la saison

### Matchs d'avant-saison
Le FC Girondins de Bordeaux dispute du 20 au 23 juillet la Copa Baïona, un tournoi organisé à Bayonne, au stade Jean-Dauger, avec l'Espanyol Barcelone, l'Olympique de Marseille et le Betis Séville. En plus de ce tournoi, cinq autres matchs amicaux sont programmés avant le début du championnat.

### Ligue 1
| Date         | No. | Adversaire             | Lieu | Résultat | Buteurs pour le FCGB                                                          | Buteurs adverses                                                           | Classement | Affluence | Diffuseur                          |
| 7 août       | 1   | AS Saint-Étienne       | Dom. | 1 - 2    | Jussiê 56e (pen.)                                                             | Michaël Ciani 18e (csc) · Pierre-Emerick Aubameyang 31e                    | 14e        | 31625     | Canal+                             |
| 13 août      | 2   | FC Lorient             | Ext. | 1 - 1    | Henrique 90+1e                                                                | Yann Jouffre 81e                                                           | 12e        | 17122     | Foot+                              |
| 20 août      | 3   | AJ Auxerre             | Dom. | 1 - 1    | Yoan Gouffran 23e                                                             | Alain Traoré 66e                                                           | 15e        | 20350     | Foot+                              |
| 27 août      | 4   | Valenciennes FC        | Ext. | 1 - 2    | Abdou Traoré 79e · Anthony Modeste 90+2e                                      | Mathieu Dossevi 26e                                                        | 13e        | 15377     | Foot+                              |
| 10 septembre | 5   | Évian Thonon Gaillard  | Dom. | 0 - 0    | -                                                                             | -                                                                          | 10e        | 15853     | Foot+                              |
| 17 septembre | 6   | Toulouse FC            | Ext. | 3 - 2    | Cheick Diabaté 19e 38e                                                        | Franck Tabanou 53e (pen.) · Étienne Capoue 59e · Emmanuel Rivière 90+2e    | 13e        | 15453     | Foot+                              |
| 20 septembre | 7   | Lille OSC              | Dom. | 1 - 1    | Cheick Diabaté 8e (pen.)                                                      | Eden Hazard 57e                                                            | 13e        | 17927     | Canal+                             |
| 24 septembre | 8   | Olympique lyonnais     | Ext. | 3 - 1    | Anthony Modeste 86e (pen.)                                                    | Bafétimbi Gomis 8e 33e · Michel Bastos 63e                                 | 14e        | 30806     | Foot+                              |
| 1er octobre  | 9   | Montpellier HSC        | Dom. | 2 - 2    | Cheick Diabaté 18e · Michaël Ciani 50e                                        | Younes Belhanda 88e (pen.) · Vitorino Hilton 90e                           | 14e        | 17713     | Orange Sport                       |
| 15 octobre   | 10  | OGC Nice               | Ext. | 3 - 0    | -                                                                             | Eric Mouloungui 11e · David Hellebuyck 35e · François Clerc 65e            | 18e        | 9269      | Orange Sport                       |
| 22 octobre   | 11  | Stade brestois         | Dom. | 1 - 1    | Yoan Gouffran 52e                                                             | Eden Ben Basat 63e                                                         | 18e        | 16428     | Foot+                              |
| 29 octobre   | 12  | AC Ajaccio             | Ext. | 0 - 2    | Yoan Gouffran 25e 28e                                                         | -                                                                          | 15e        | 5667      | Foot+                              |
| 6 novembre   | 13  | Paris Saint-Germain    | Dom. | 1 - 1    | Yoan Gouffran 13e                                                             | Mohamed Sissoko 10e                                                        | 14e        | 29496     | Canal+                             |
| 19 novembre  | 14  | Dijon FCO              | Ext. | 2 - 0    | -                                                                             | Brice Jovial 69e · Benjamin Corgnet 73e                                    | 18e        | 13568     | Foot+                              |
| 26 novembre  | 15  | SM Caen                | Dom. | 2 - 0    | Yoan Gouffran 59e · Anthony Modeste 79e                                       | -                                                                          | 14e        | 17255     | Foot+                              |
| 4 décembre   | 16  | AS Nancy-Lorraine      | Dom. | 2 - 0    | Jaroslav Plašil 1re · Henrique 52e                                            | -                                                                          | 12e        | 15404     | Foot+                              |
| 10 décembre  | 17  | Olympique de Marseille | Ext. | 0 - 0    | -                                                                             | -                                                                          | 10e        | 40446     | Orange Sport                       |
| 18 décembre  | 18  | FC Sochaux-Montbéliard | Dom. | 1 - 0    | Lamine Sané 22e                                                               | -                                                                          | 9e         | 23700     | Foot+                              |
| 21 décembre  | 19  | Stade rennais          | Ext. | 1 - 0    | -                                                                             | Jirès Kembo-Ekoko 53e                                                      | 10e        | 20045     | Foot+                              |
| 14 janvier   | 20  | Valenciennes FC        | Dom. | 2 - 1    | Jussiê 7e · Nicolas Maurice-Belay 12e                                         | Foued Kadir 54e                                                            | 9e         | 16274     | Foot+                              |
| 29 janvier   | 21  | Évian Thonon Gaillard  | Ext. | 0 - 0    | -                                                                             | -                                                                          | 9e         | 11543     | Foot+                              |
| 4 février    | 22  | Toulouse FC            | Dom. | 2 - 0    | Jussiê 1re · Ludovic Obraniak 40e                                             | -                                                                          | 9e         | 16485     | Orange Sport                       |
| 12 février   | 23  | Lille OSC              | Ext. | 4 - 5    | Nicolas Maurice-Belay 2e 50e · Ludovic Obraniak 17e 90+3e · Yoan Gouffran 60e | David Rozehnal 8e · Eden Hazard 65e · Mathieu Debuchy 75e · Nolan Roux 90e | 9e         | 17256     | Foot+                              |
| 19 février   | 24  | Olympique lyonnais     | Dom. | 1 - 0    | Yoan Gouffran 41e                                                             | -                                                                          | 9e         | 27704     | Foot+                              |
| 25 février   | 25  | Montpellier HSC        | Ext. | 1 - 0    | -                                                                             | John Utaka 80e                                                             | 9e         | 21284     | Foot+                              |
| 3 mars       | 26  | OGC Nice               | Dom. | 1 - 2    | Marc Planus 67e                                                               | Fabián Monzón 18e (pen.) · Abraham Guié Guié 39e                           | 9e         | 18807     | Orange Sport                       |
| 10 mars      | 27  | Stade brestois         | Ext. | 0 - 2    | Yoan Gouffran 35e · Jaroslav Plašil 48e                                       | -                                                                          | 9e         | 13000     | Foot+                              |
| 17 mars      | 28  | AC Ajaccio             | Dom. | 1 - 1    | Cheick Diabaté 70e                                                            | Yoann Poulard 90+3e                                                        | 8e         | 17946     | Foot+                              |
| 25 mars      | 29  | Paris Saint-Germain    | Ext. | 1 - 1    | Cheick Diabaté 77e                                                            | Guillaume Hoarau 81e                                                       | 8e         | 44723     | Canal +                            |
| 31 mars      | 30  | Dijon FCO              | Dom. | 1 - 1    | Benoît Trémoulinas 71e (pen.)                                                 | Thomas Guerbert 90+2e                                                      | 8e         | 20295     | Foot +                             |
| 8 avril      | 31  | SM Caen                | Ext. | 1 - 0    | -                                                                             | Nicolas Seube 2e                                                           | 8e         | 14936     | Foot +                             |
| 15 avril     | 32  | AS Nancy-Lorraine      | Ext. | 2 - 2    | Yoan Gouffran 17e · Benoît Trémoulinas 90e (pen.)                             | Bakaye Traore 47e · Sébastien Puygrenier 73e                               | 8e         | 18100     | Foot +                             |
| 21 avril     | 33  | Olympique de Marseille | Dom. | 2 - 1    | Jussiê 1re 29e                                                                | Jordan Ayew 56e                                                            | 8e         | 31440     | Orange Sport                       |
| 29 avril     | 34  | FC Sochaux-Montbéliard | Ext. | 0 - 3    | Jussiê 12e · Nicolas Maurice-Belay 62e (pen.) · Henri Saivet 70e              | -                                                                          | 8e         | 19352     | Foot +                             |
| 2 mai        | 35  | Stade rennais          | Dom. | 2 - 0    | Ludovic Obraniak 51e · Landry N'Guemo 58e                                     | -                                                                          | 8e         | 19531     | Foot +                             |
| 7 mai        | 36  | AJ Auxerre             | Ext. | 2 - 4    | Yoan Gouffran 1re 5e · Lamine Sané 9e · Jaroslav Plašil 48e                   | Olivier Kapo 67e 80e                                                       | 7e         | 16553     | Foot +                             |
| 13 mai       | 37  | FC Lorient             | Dom. | 1 - 0    | Yoan Gouffran 90+2e (pen.)                                                    | -                                                                          | 5e         | 19320     | Canal + (Multiplex) / Foot +       |
| 20 mai       | 38  | AS Saint-Étienne       | Ext. | 2 - 3    | Cheick Diabaté 23e 29e · Yoan Gouffran 68e                                    | Josuha Guilavogui 19e · Pierre-Emerick Aubameyang 59e                      | 5e         | 22726     | Canal+ (Multiplex) / Canal + Sport |

### Coupe de France
| Date            | Tour                       | Adversaire                      | Lieu | Résultat           | Buteurs pour le FCGB                                                                                                 | Buteurs adverses                                                                                                   | Affluence | Diffuseur |
| 7 janvier 2012  | Trente-deuxièmes de finale | AS Saint-Étienne                | Ext. | 1 - 1 4 - 2 t.a.b. | Jussiê 35e · Nicolas Maurice-Belay · Henri Saivet · Benoît Trémoulinas · Henrique ·                                  | Josuha Guilavogui 90+5e · Laurent Batlles · Albin Ebondo · Banel Nicolita · Faouzi Ghoulam ·                       | 20000     | France 3  |
| 21 janvier 2012 | Seizièmes de finale        | US Créteil-Lusitanos (National) | Ext. | 2 - 2 4 - 3 t.a.b. | Michael Ciani 60e · Henri Saivet 91e · Nicolas Maurice-Belay · Benoît Trémoulinas · Jaroslav Plašil · Henri Saivet · | Marcel Essombé 77e, 96e · Gregory Thomas · Marcel Essombé · Otman Djellilahine · Danilson da Cruz · Helder Esteves | 10000     | -         |
| 8 février 2012  | Huitièmes de finale        | Olympique lyonnais              | Ext. | 3 - 1 a.p.         | Jussiê 24e | Alexandre Lacazette 37e · Bafétimbi Gomis 96e · Jimmy Briand 118e                                                  | 15000     | France 3  |

### Coupe de la Ligue
| Date         | Tour                | Adversaire       | Lieu | Résultat | Buteurs pour le FCGB   | Buteurs adverses                                                              | Affluence | Diffuseur |
| 31 août 2011 | Seizièmes de finale | AS Saint-Étienne | Ext. | 1 - 3    | Benoît Trémoulinas 10e | Benoît Trémoulinas 2e (csc) · Bakary Sako 16e · Pierre-Emerick Aubameyang 58e | 14647     | France 3  |

## Statistiques

### Statistiques collectives
| Compétition       | Débute au tour | Place ou tour final | Première rencontre | Dernière rencontre | Nombre de matchs |
| Ligue 1           | -              | 5e                  | 6 août 2011        | 20 mai 2012        | 38               |
| Coupe de France   | 1/32 de finale | 1/8 de finale       | 7 janvier 2011     | 8 février 2012     | 3                |
| Coupe de la Ligue | 1/16 de finale | 1/16 de finale      | 31 août 2011       | 31 août 2011       | 1                |

### Buteurs
| Place | Nom                   | Championnat de L1 | Coupe de France | Coupe de la Ligue | TOTAL des BUTS |
| 1     | Yoan Gouffran         | 14 buts           | -               | -                 | 14 buts        |
| 2     | Cheick Diabaté        | 8 buts            | -               | -                 | 8 buts         |
| 2     | Jussiê                | 6 buts            | 2 buts          | -                 | 8 buts         |
| 4     | Nicolas Maurice-Belay | 4 buts            | -               | -                 | 4 buts         |
| 4     | Ludovic Obraniak      | 4 buts            | -               | -                 | 4 buts         |
| 6     | Anthony Modeste       | 3 buts            | -               | -                 | 3 buts         |
| 6     | Jaroslav Plašil       | 3 buts            | -               | -                 | 3 buts         |
| 6     | Benoît Trémoulinas    | 2 buts            | -               | 1 but             | 3 buts         |
| 9     | Henrique              | 2 buts            | -               | -                 | 2 buts         |
| 9     | Ludovic Sané          | 2 buts            | -               | -                 | 2 buts         |
| 9     | Michaël Ciani         | 1 but             | 1 but           | -                 | 2 buts         |
| 9     | Henri Saivet          | 1 but             | 1 but           | -                 | 2 buts         |
| 13    | Abdou Traoré          | 1 but             | -               | -                 | 1 but          |
| 13    | Marc Planus           | 1 but             | -               | -                 | 1 but          |
| 13    | Landry N'Guemo        | 1 but             | -               | -                 | 1 but          |
| Total | 15 buteurs bordelais  | 53 buts           | 4 buts          | 1 but             | 58 buts        |

Date de mise à jour : le 20 mai 2012.

### Passeurs
| Place | Nom                   | Championnat de L1 | Coupe de France | Coupe de la Ligue | TOTAL des PASSES |
| 1     | Jaroslav Plašil       | 5 passes          | -               | -                 | 5 passes         |
| 2     | Benoît Trémoulinas    | 4 passes          | -               | -                 | 4 passes         |
| 2     | Nicolas Maurice-Belay | 4 passes          | -               | -                 | 4 passes         |
| 2     | Yoan Gouffran         | 3 passes          | 1 passe         | -                 | 4 passes         |
| 2     | Ludovic Obraniak      | 3 passes          | 1 passe         | -                 | 4 passes         |
| 6     | Cheick Diabaté        | 3 passes          | -               | -                 | 3 passes         |
| 7     | Henri Saivet          | 2 passes          | -               | -                 | 2 passes         |
| 7     | Ludovic Sané          | 2 passes          | -               | -                 | 2 passes         |
| 9     | Michaël Ciani         | 1 passe           | -               | -                 | 1 passe          |
| 9     | Landry N'Guemo        | 1 passe           | -               | -                 | 1 passe          |
| 9     | Grégory Sertic        | 1 passe           | -               | -                 | 1 passe          |
| 9     | Jussiê                | 1 passe           | -               | -                 | 1 passe          |
| 9     | Anthony Modeste       | -                 | -               | 1 passe           | 1 passe          |
| Total | 13 passeurs bordelais | 30 passes         | 2 passes        | 1 passe           | 33 passes        |

Date de mise à jour : le 22 mai 2012.